# Imatge multiespectral
Una imatge multiespectral és allò que captura dades d'imatges dins de rangs de longitud d'ona específics a través de l'espectre electromagnètic. Les longituds d'ona poden estar separades per filtres o mitjançant l'ús d'instruments sensibles a longituds d'ona particulars, inclosa la llum de freqüències més enllà del rang de llum visible, p.e. infraroig i ultraviolat. L'obtenció d'imatges espectrals pot permetre l'extracció d'informació addicional que l'ull humà no captura amb els seus receptors vermell, verd i blau.
Va ser desenvolupat originalment per a imatges obtingudes de l'espai, així com en l'aplicació de l'anàlisi de documents i la pintura, amb les primeres missions dels satèl·lits *Landsat entorn dels 70, sent els primers a explotar de manera madura la captura de la imatge de diverses bandes.
La imatge multispectral mesura la llum en un petit nombre (normalment de 3 a 15) bandes espectrals. L'obtenció d'imatges hiperespectrals és un cas especial d'imatges espectrals on sovint hi ha centenars de bandes espectrals contigües.
La tecnologia que estudia i tracta la captura multiespectral és abordada per la branca de coneixement de la teledetecció, associada a l'estudi de la superfície terrestre.

## Origen
Gràcies a la creació dels satèl·lits Landsat, l'aplicació de les tècniques relacionades amb la teledetecció es van instaurar en la societat progressivament, concretament en els 80'. L'estudi sobre les tècniques per a capturar imatges multiespectrals van anar prenent més presència fins a arribar al seu punt àlgid amb la popularització de la imatge digital a principis del segle xxi.

## Procés

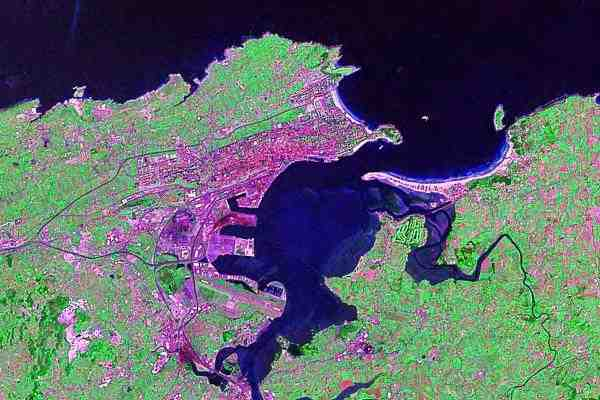
Imatge espectral de la Bahía de Santander (Cantabria) feta pel satèl·lit Lansat.

És capturada a bord de la càmera multibanda del satèl·lit mitjançant una sèrie de detectors fotoelèctrics que transformen els nivells de radiància, procedents de la superfície terrestre en valors numèrics que es denominen nivells digitals. El valor del nivell corresponent a un píxel serà, d'aquesta manera, proporcional a la intensitat de radiància procedent del terreny. Per a això s'utilitzen dispositius de conversió analògic-digital.
Dins dels sensors de la teledetecció, específicament dins de les càmeres fotogràfiques utilitzades en aquesta branca, la càmera multiespectral és el cas més especial. Poden utilitzar-se fins a 9 càmeres, encara que l'habitual és 4 o 6.
Aquest procediment de formació de la imatge digital es repeteix per a cadascuna de les bandes generant-se com a resultat final una matriu tridimensional en la qual el valor del nivell digital de cada píxel està situat en una fila, una columna i una banda. D'aquesta manera s'encunya el concepte d'imatge multiespectral.
El nombre de bandes varia considerablement d'uns sensors a uns altres i s'ajusta al propòsit per al qual van ser concebuts. Així, a tall d'exemple, el satèl·lit SPOT compta amb 4 bandes, el LANDSAT amb 7 i el NOAA amb 5. Alguns sensors fan del nombre de bandes la seva qualitat principal, comptant amb un número extraordinàriament gran, que pot superar les 200 (En aquest cas parlem de sensors hiperespectrals).

## Fonaments
En certa manera, una imatge en color, en el model RGB, és una imatge multiespectral, ja que a través dels seus canals descriu la reflectància per a la banda del R, G i B. La diferència és que una imatge RGB està destinada al fet que els seus valors colorimètrics siguin llegits belo la percepció humana, mentre que una imatge multiespectral no disposa d'un nombre de bandes baix el que es pugui reflectir o descriure que és una imatge o tècnica multiespectral. Per tant, per a descriure-la ens basem en els següents fonaments:
- L'interval espectral

La capacitat per a accedir a unes o altres bandes de l'espectre està en funció de la mena de sensor o filtres usats i l'abast del projecte. És possible accedir a diverses regions de l'espectre electromagnètic descrit per les seves longituds d'ona.
- La resolució espectral

La capacitat per a discretitzar en un nombre de bandes, descrites pel seu pic màxim i amplària, una regió donada de l'espectre. És a dir, com més nombre de bandes hi hagi, menor serà l'amplària i major serà la resolució que ens permetrà descriure millor la reflectància d'un objecte.
- L'escala temporal

Referida a l'interval de temps que queda representat en una imatge, per tant, moltes imatges representen múltiples moments en el temps que ens ajudarien a entendre o valorar fenòmens que es posin en evidència amb el simple transcurs del temps.

## Utilitats
Gràcies a drons o satèl·lits equipats amb cambres espectrals, es pot diagnosticar l'estat de desenvolupament dels camps de cultiu, la presència de plagues o altres patologies com la manca de nutrients en el sòl. Tal com explica l'article de EcuRed, les imatges espectrals en l'agricultura atorguen una sèrie d'avantatges sobre la base de la presa de dades, la seva anàlisi i interpretació. Gràcies a aquestes imatges, els professionals de l'agricultura aconsegueixen saber les necessitats exactes d'inputs, tant a nivell global com específic.